# Aeneator elegans
Aeneator elegans là một loài ốc biển sâu, kích thước lớn, là động vật thân mềm chân bụng sống ở biển trong họ Buccinidae.